# Brist
Brist és un poble del municipi de Gradac, entre Makarska i Ploče (Split-Dalmàcia, Croàcia). El 2021 tenia 351 habitants.